# Ronco Biellese
Ronco Biellese é uma comuna italiana da região do Piemonte, província de Biella, com cerca de 1.533 habitantes. Estende-se por uma área de 3 km², tendo uma densidade populacional de 511 hab/km². Faz fronteira com Biella, Pettinengo, Ternengo, Valdengo, Vigliano Biellese, Zumaglia.

## Demografia
| Variação demográfica do município entre 1861 e 2011                               |
|                                                                                   |
| Fonte: Istituto Nazionale di Statistica (ISTAT) - Elaboração gráfica da Wikipedia |